# Barnaba da Modena

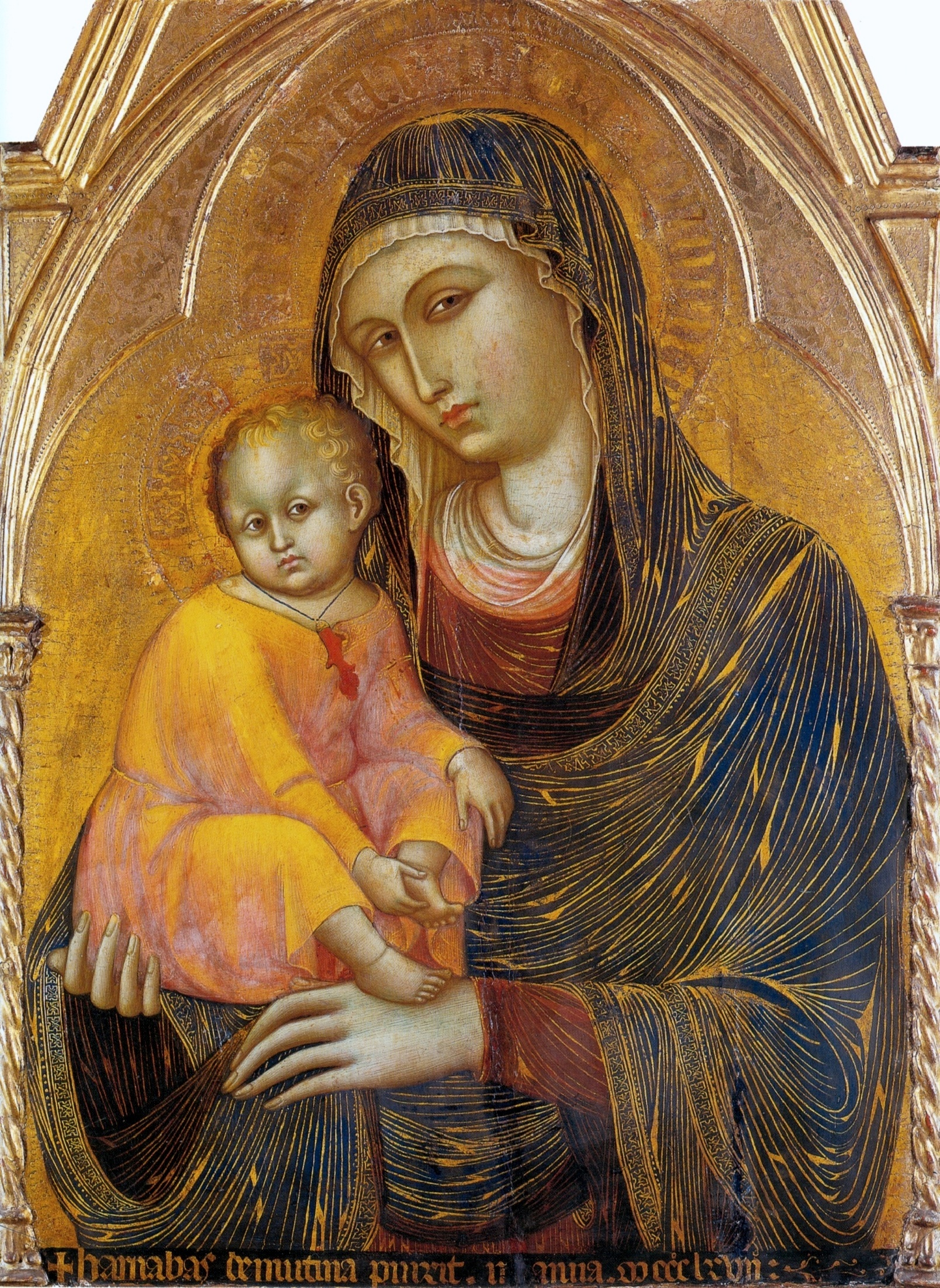
Madonna col Bambino, 1367

Barnaba Agocchiari, detto Barnaba da Modena (Modena, 1328 circa – 1386 circa), è stato un pittore italiano.

## Biografia
Nativo di Modena, il pittore fu attivo principalmente in Liguria, ma anche in Piemonte, a Pisa e a Murcia (Spagna) tra il 1360 e il 1386.
Barnaba è citato la prima volta nel 1361 a Genova, mentre la prima opera certa della sua produzione è la Madonna con Bambino conservata a Francoforte, firmata ("BARNABAS DE MUTINA PINXIT IN IANUA") e datata 1367.
Verso i primissimi anni ottanta del Trecento il pittore dovette non solo spedire opere a Pisa, ma lì trasferirsi e aprire una bottega. Infatti nel 1379 (1380 more pisano) Barnaba venne chiamato dagli operai della Fabbrica del Duomo di Pisa per affrescare alcune Storie di San Ranieri nel Camposanto pisano. Questi affreschi oggi non ci sono noti in quanto tali storie vennero realizzate dal 1384 da Antonio Veneziano, ma per quella commissione Barnaba dovette spostarsi a Pisa con la sua bottega. A Pisa rimangono però alcune opere del pittore emiliano: la cosiddetta Madonna dei Mercanti e la Madonna col Bambino, conservate entrambe al Museo Nazionale di San Matteo di Pisa e il polittico conservato presso Ripoli di Cascina (Pisa).
La fine della sua attività è fissata indicativamente intorno al 1386 in quanto a questa data risale lo splendido polittico conservato presso la Chiesa di San Dalmazio (Savona).
Difficile è precisare dove avvenne la sua formazione artistica. Poco nota è la pittura genovese degli anni cinquanta del Trecento per poter dimostrare che la sua formazione avvenne proprio nella città in cui fu attivo per il resto della sua vita; ma allo stesso tempo i rapporti con l'arte emiliana di Vitale da Bologna, quella senese e quella bizantina non sembrano esaurire completamente la cifra stilistica di Barnaba. Sicuramente il fatto che la maggior parte delle sue opere conservate siano Madonne con Bambino caratterizzate da una evidente decorazione dorata del manto blu della Vergine, ha portato a considerare il pittore attardato e responsabile del recupero di un'arte antica che guardava a Bisanzio e alla Siena di Duccio di Buoninsegna. In realtà però se ci si sofferma su altre opere della sua produzione come le Crocifissioni o i polittici istoriati si scopre un pittore con ottime capacità narrative e molto attento a registrare le grandi innovazioni pittoriche a lui contemporanee.